# Prestatyn
Prestatyn je město v hrabství Denbighshire na severu Walesu ve Spojeném království ležící na pobřeží Irského moře.
V roce 2001 zde žilo 18 496 obyvatel.